# 圣让当热利
圣让当热利（法語：Saint-Jean-d'Angély，法語發音：[sɛ̃ ʒɑ̃ dɑ̃ʒeli] ⓘ），法国西部城市，新阿基坦大区滨海夏朗德省的一个市镇，同时也是该省的一个副省会，下辖圣让当热利区，其市镇面积为18.78平方公里，2022年1月1日时人口数量为6,679人，在法国城市中排名第1,540位。
圣让当热利位于滨海夏朗德省东部，布托讷河右岸，是一个区域性的中心城市，A10高速公路及多条干线公路在此交汇。圣让当热利历史上曾发生多次战争，孔代亲王亨利一世·德·波旁逝世于此地。

## 地名来源
“昂热利”（Angély）一名的来源尚存在争议。根据法国地名学家阿尔贝·多扎的论述，该名称可能来源于天主教徒Angelus或日耳曼人物Angel，其拉丁语形式为“Angeliacum”。“圣让”一名则来源于施洗约翰，相传阿基坦国王丕平一世曾将同名天主教圣人安葬于此。宗教战争期间，圣让当热利曾被更名为，意为“路易十三之镇”；法国大革命期间，圣让当热利又曾被更名为，意为“布托讷河畔的昂热利”。
因翻译标准不同，“Saint-Jean-d'Angély”在中文谷歌地图以及部分汉语资料中被译为圣让-当热利。

## 历史

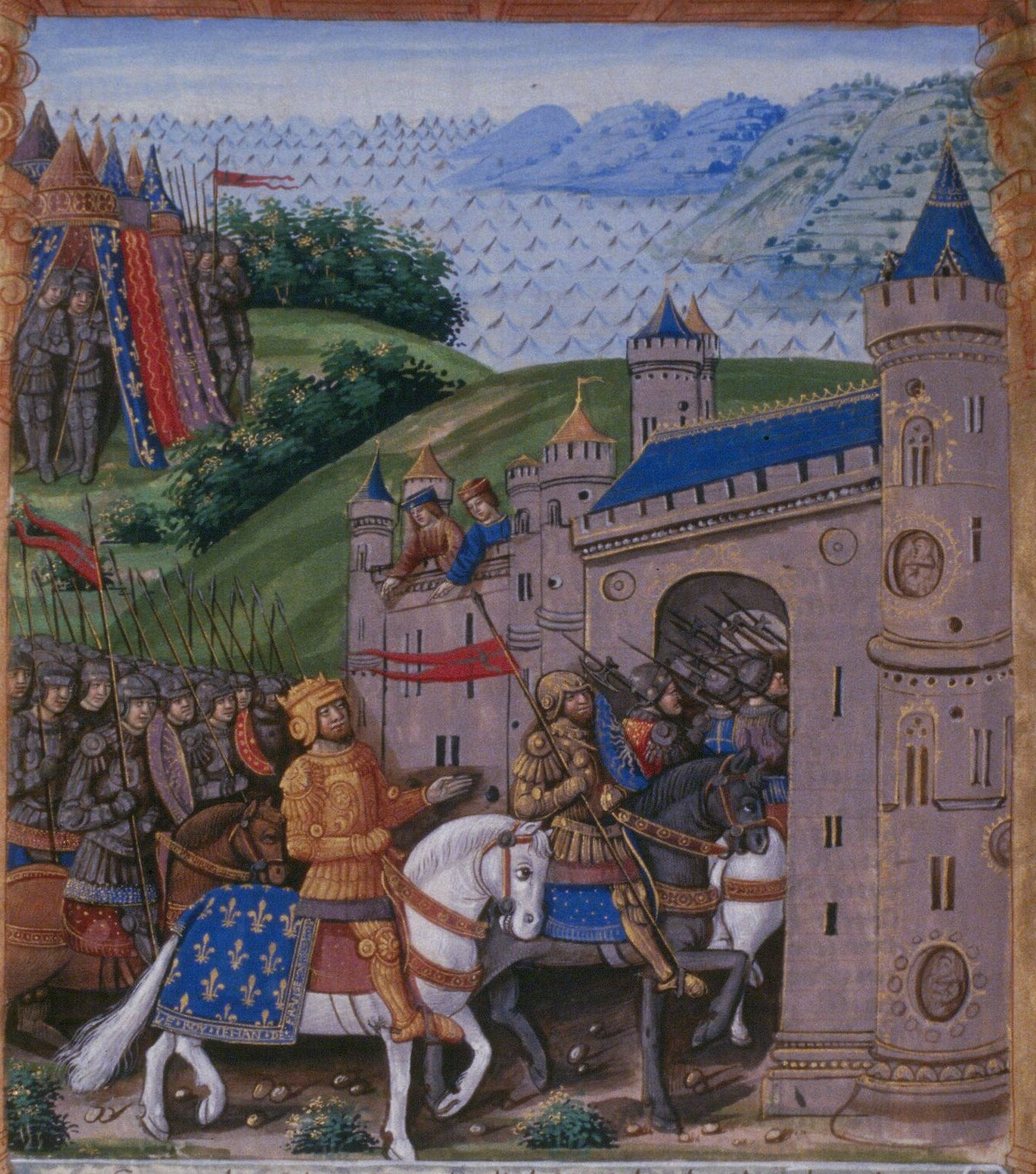
1351年圣让当热利围城战

根据当地民间传说，圣让当热利起源于阿基坦国王丕平一世于公元九世纪在布托讷河右岸修建的昂热利城堡，并在其附近修建了施洗约翰教堂，其附近区域逐渐形成聚落。公元860年，维京人入侵占领并烧毁了圣让当热利。中世纪中期，圣让当热利归属于普瓦图伯爵，当地于1010年建成了新的修道院，由图尔出发的一条圣雅各之路由此通过。1204年，腓力二世赐予圣让当热利自由贸易市镇宪章。1331年，腓力六世又赐予圣让当热利执政者警务管理权（droits de police），彼时，得益于布托讷河航运，圣让当热利已经是一个区域性的商贸中心，农产品以及葡萄酒贸易是当地主要的经济支柱。英法百年战争期间，圣让当热利多次沦入英格兰军队手中。1351年，在约翰二世的带领下，法兰西军队夺回了圣让当热利。宗教战争时期，圣让当热利是一个重要的新教徒据点，被称为“雨格诺之城”，法兰西国王查理九世于1569年率领皇家军队占领圣让当热利。1588年，孔代亲王亨利一世·德·波旁逝世于此。1621年，路易十三率领军队再次进攻圣让当热利并烧毁了当地的城墙及多处建筑，史称“圣让当热利围城战”，其城市受到空前的破坏，直至路易十四时期才逐渐恢复重建。法国大革命后，圣让当热利成为滨海夏朗德省的一个市镇，并成为该省的一个地区行署，自1800年起成为一个副省会。工业革命期间，途径此地的沙特尔－波尔多铁路建成通车，当地出现了机械化的工业部门。第二次世界大战初期，当地居民曾自筹建设防御措施，但因维希傀儡政权的阻挠而最终未能建成。

## 地理

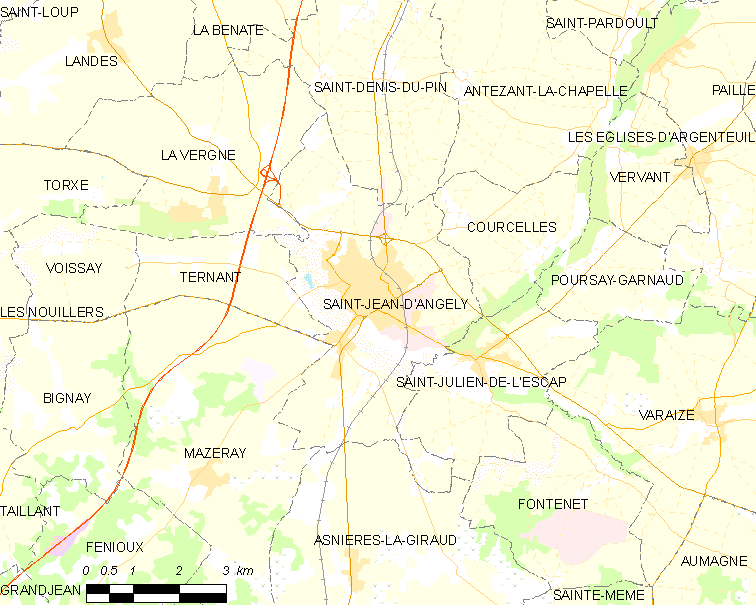
圣让当热利市镇范围地图

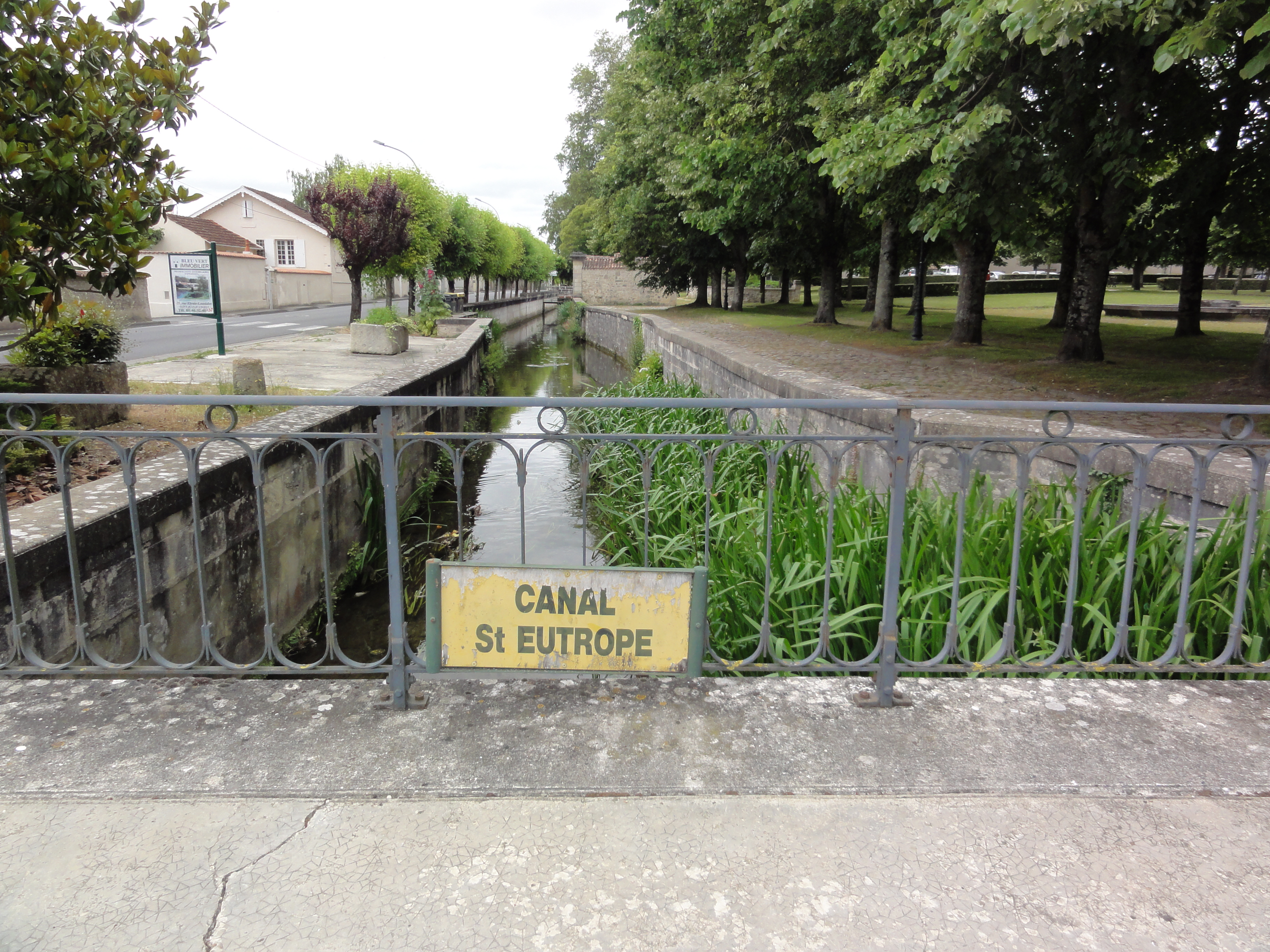
圣厄特罗普运河

圣让当热利位于法国西部，新阿基坦大区西北部和滨海夏朗德省东部，距离省会拉罗谢尔大约64公里。与圣让当热利接壤的市镇包括：阿涅尔拉日罗、库尔塞勒、马兹赖、圣于连德莱斯卡普、泰尔南、拉韦尔涅、埃苏韦尔。

### 地形
圣让当热利位于桑通日北部平原腹地，境内以平原和浅丘为主，市镇中心地势较为平坦，全境海拔在8到76米之间。

### 水文
布托讷河干流自东向西流经圣让当热利市区南部，这一河段呈辫状水系。该河是夏朗德河的一条右岸支流，后者独立注入大西洋。此外人工开凿的圣厄特罗普运河（Canal Saint-Eutrope）则经过圣让当热利市中心。

### 植被
圣让当热利属于温带阔叶混交林区，林地主要分布于河流附近。
在鲜花城市的评比中，圣让当热利被评为2星级鲜花城市。

### 气候
圣让当热利在柯本气候分类法中属于温带海洋性气候。
距离圣让当热利最近的气象站位于布托讷河畔尼阿耶境内，以下为该气象站的数据（其中日照数据取自尼奥尔）：
| 布托讷河畔尼阿耶1981年－2019年 | 布托讷河畔尼阿耶1981年－2019年 | 布托讷河畔尼阿耶1981年－2019年 | 布托讷河畔尼阿耶1981年－2019年 | 布托讷河畔尼阿耶1981年－2019年 | 布托讷河畔尼阿耶1981年－2019年 | 布托讷河畔尼阿耶1981年－2019年 | 布托讷河畔尼阿耶1981年－2019年 | 布托讷河畔尼阿耶1981年－2019年 | 布托讷河畔尼阿耶1981年－2019年 | 布托讷河畔尼阿耶1981年－2019年 | 布托讷河畔尼阿耶1981年－2019年 | 布托讷河畔尼阿耶1981年－2019年 | 布托讷河畔尼阿耶1981年－2019年 |
| 月份                           | 1月                            | 2月                            | 3月                            | 4月                            | 5月                            | 6月                            | 7月                            | 8月                            | 9月                            | 10月                           | 11月                           | 12月                           | 全年                           |
| ------------------------------ | ------------------------------ | ------------------------------ | ------------------------------ | ------------------------------ | ------------------------------ | ------------------------------ | ------------------------------ | ------------------------------ | ------------------------------ | ------------------------------ | ------------------------------ | ------------------------------ | ------------------------------ |
| 历史最高温 °C（°F）            | 17 (63)                        | 22.5 (72.5)                    | 26.5 (79.7)                    | 29.8 (85.6)                    | 33.2 (91.8)                    | 38.4 (101.1)                   | 38.8 (101.8)                   | 40.4 (104.7)                   | 35.7 (96.3)                    | 30.8 (87.4)                    | 23.9 (75.0)                    | 19.8 (67.6)                    | 40.4 (104.7)                   |
| 平均高温 °C（°F）              | 8.9 (48.0)                     | 10.5 (50.9)                    | 13.9 (57.0)                    | 16.5 (61.7)                    | 20.6 (69.1)                    | 24.1 (75.4)                    | 26.5 (79.7)                    | 26.4 (79.5)                    | 23.3 (73.9)                    | 18.6 (65.5)                    | 12.7 (54.9)                    | 9.4 (48.9)                     | 17.6 (63.7)                    |
| 日均气温 °C（°F）              | 5.7 (42.3)                     | 6.3 (43.3)                     | 8.8 (47.8)                     | 11 (52)                        | 14.9 (58.8)                    | 18 (64)                        | 19.9 (67.8)                    | 19.7 (67.5)                    | 17 (63)                        | 13.7 (56.7)                    | 8.7 (47.7)                     | 6.1 (43.0)                     | 12.5 (54.5)                    |
| 平均低温 °C（°F）              | 2.4 (36.3)                     | 2.1 (35.8)                     | 3.7 (38.7)                     | 5.5 (41.9)                     | 9.2 (48.6)                     | 11.8 (53.2)                    | 13.4 (56.1)                    | 13 (55)                        | 10.6 (51.1)                    | 8.7 (47.7)                     | 4.8 (40.6)                     | 2.9 (37.2)                     | 7.3 (45.1)                     |
| 历史最低温 °C（°F）            | −17 (1)                        | −13.4 (7.9)                    | −10.6 (12.9)                   | −4.5 (23.9)                    | −2.5 (27.5)                    | 1 (34)                         | 4 (39)                         | 3.5 (38.3)                     | 1 (34)                         | −4.5 (23.9)                    | −9.4 (15.1)                    | −12 (10)                       | −17 (1)                        |
| 平均降水量 mm（）              | 81.4 (3.20)                    | 65.2 (2.57)                    | 64.2 (2.53)                    | 75.3 (2.96)                    | 65.4 (2.57)                    | 53.7 (2.11)                    | 53.7 (2.11)                    | 47.3 (1.86)                    | 64.4 (2.54)                    | 91.3 (3.59)                    | 93.4 (3.68)                    | 98.5 (3.88)                    | 853.8 (33.61)                  |
| 月均日照時數                   | 78                             | 106                            | 157.7                          | 180.1                          | 215                            | 243.2                          | 251                            | 247.5                          | 203.2                          | 133                            | 90.2                           | 75.4                           | 1,980.3                        |
| 来源：Infoclimat               |                                |                                |                                |                                |                                |                                |                                |                                |                                |                                |                                |                                |                                |

## 行政区划
圣让当热利是法国新阿基坦大区滨海夏朗德省的一个市镇，编号为17347，它也是滨海夏朗德省的一个副省会。圣让当热利下辖圣让当热利区，隶属于滨海夏朗德省第三选区，管理圣让当热利县，同时也是桑通日河谷市镇公共社区的办公驻地。
法国国家统计与经济研究所（简称）在进行数据统计时，将圣让当热利及相邻的另外两个市镇设为圣让当热利城市核心区，并将包括核心区在内的周边共12个市镇划为圣让当热利城市区。自2020年起，圣让当热利城市区被包含37个市镇的圣让当热利城市辐射区代替。此外，还将圣让当热利市镇分为了4个“块区”（IRIS），以便于统计人口分布情况。

## 交通

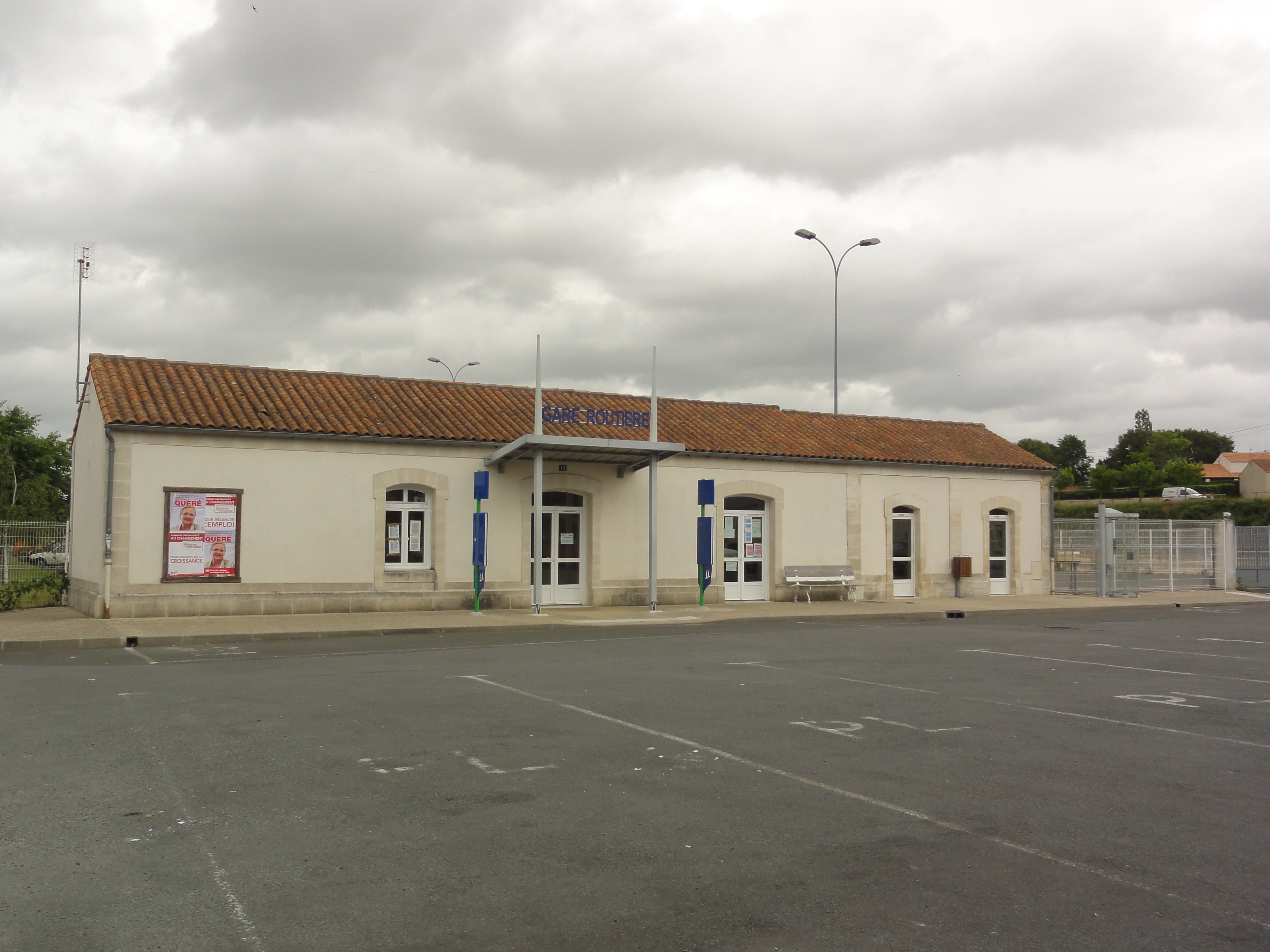
圣让当热利汽车站

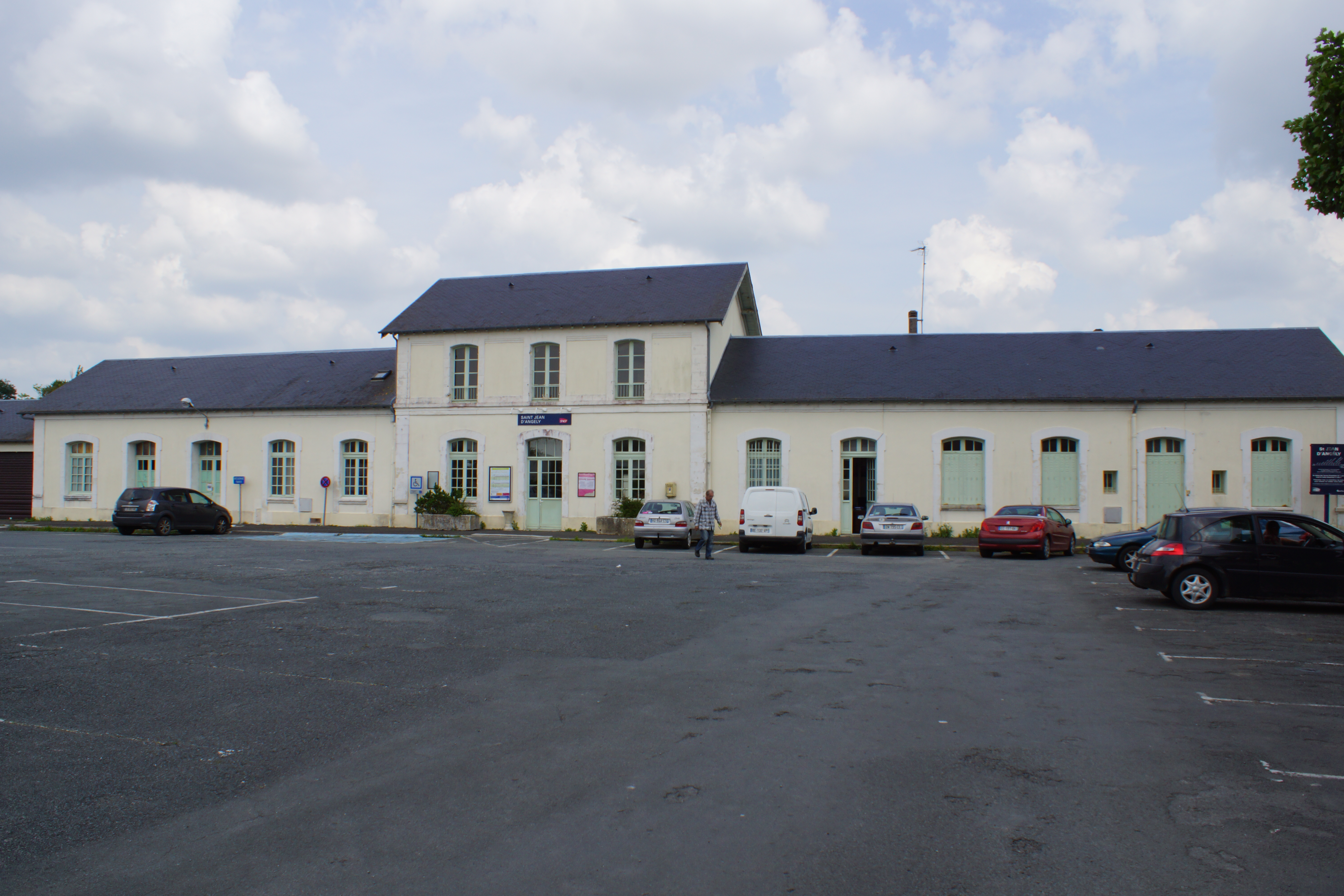
圣让当热利火车站

### 公路
法国西部交通干线A10高速公路经过圣让当热利市镇范围西部，并设有34号出入口连接市区，此外多条滨海夏朗德省省道D127线、D150线、D218线和D939线在圣让当热利境内交汇。新阿基坦大区下属的城际客运提供巴士线路，其常规线路可前往罗什福尔，校车线路则可前往叙热尔、谢克、桑特以及沿途各主要市镇。
2018年，60.9%的圣让当热利家庭拥有至少一辆私人汽车。2019年，圣让当热利境内共发生各类交通事故4起，造成1人遇难，5人受伤。

### 铁路
圣让当热利位于沙特尔－波尔多铁路上。圣让当热利站位于市区东部，停靠往返于尼奥尔和鲁瓦扬一线的区域列车。

### 航空
距离圣让当热利最近的民用航空站为拉罗谢尔机场，距离圣让当热利市中心的公路里程约66公里。

### 城市公共交通
圣让当热利市政府提供当地的城市公共交通，每周三上午、下午和每周六上午各开行一班，路网覆盖了圣让当热利市区内的主要街道和居民区。

## 政治

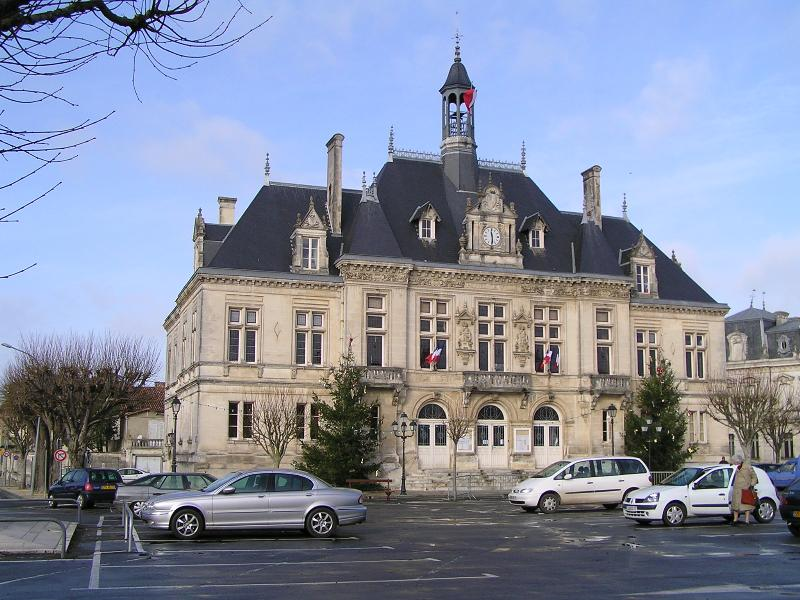
圣让当热利市政厅

圣让当热利的现任市长为弗朗索瓦丝·梅纳尔女士（Françoise Mesnard），她是社会党的一名成员，在2020年的市政选举中获得了57.21%的支持率。
在2017年的法国总统大选中，法国第25任总统埃马纽埃尔·马克龙在圣让当热利获得了67.21%的支持率。
| 圣让当热利历届市长 |                                        |                      |
| 任期               | 市长                                   | 党派                 |
| 1945年－1947年     | Henriette Favier 亨列特·法维耶         | SFIO工人国际法国支部 |
| 1947年－1959年     | Jean Réveillaud 让·雷韦约              | RAD激进党            |
| 1959年－1971年     | Jacques Colas 雅克·科拉                | 不详                 |
| 1971年－1977年     | Jacques Richard 雅克·里夏尔            | 不详                 |
| 1977年－1989年     | Ivan-Chanu de Limur 伊旺-沙尼·德利米尔 | DVD右翼无党派人士    |
| 1989年－1995年     | Claude Tarin 克洛德·塔兰               | PS社会党             |
| 1995年－2008年     | Jean Combes 让·孔布                    | PS社会党             |
| 2008年－2014年     | Paul-Henri Denieuil 保罗-亨利·德尼约伊 | DVD右翼无党派人士    |
| 2014年－           | Françoise Mesnard 弗朗索瓦丝·梅纳尔    | PS社会党             |

## 人口
2018年，圣让当热利市镇人口数量为6,886，在法国排名第1,540位。其中男性3,116人，女性3,770人，75岁及以上人口占15.7%，外籍人口数量为1,535人，人口密度为367人/平方公里，当地居民被称为（男性）或（女性）。2019年，圣让当热利境内出生45人，死亡人口153人。
| 年份   | 1936  | 1946  | 1954  | 1962  | 1968  | 1975  | 1982  | 1990  | 1999  | 2004  | 2009  | 2014  | 2018  |
| ------ | ----- | ----- | ----- | ----- | ----- | ----- | ----- | ----- | ----- | ----- | ----- | ----- | ----- |
| 人口數 | 6,728 | 7,280 | 7,929 | 8,660 | 9,739 | 9,642 | 8,820 | 8,060 | 7,681 | 7,491 | 7,581 | 7,123 | 6,886 |

## 经济

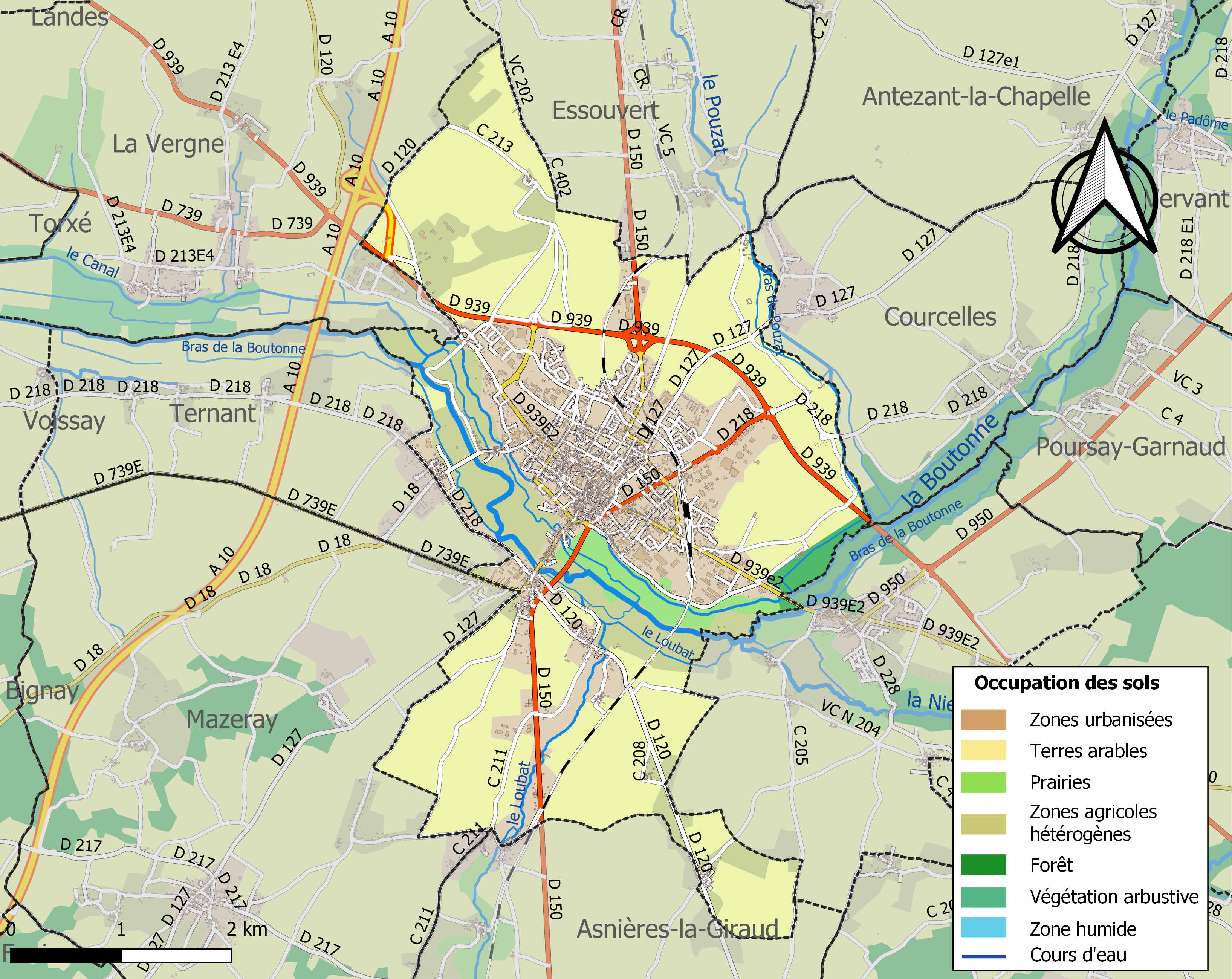
圣让当热利土地利用情况地图

圣让当热利是一个区域性的中心城市。截止2021年11月，当地共有各类用人单位（包含自雇）1,242家，平均历史为17年，其中97.88%为中小型企业（PME）。（大型零售）、（五金销售）及（家用物品销售）是当地2020年营业额最高的三个企业，分别为65,495,494欧元、7,667,507欧元和6,321,525欧元。

## 财政与居民收入
2019年，圣让当热利的财政收入总额为9,872,610欧元，财政支出总额为9,046,770欧元，当年的债务总额为6,653,750欧元。2021年，圣让当热利共获得2,376,689欧元的国家财政补助，比上一年增加了2.38%。
2019年，圣让当热利的人均月收入总额为1,942欧元，其中高级职员为3,502欧元，低于法国平均水平（4,230欧元）；中级职员为2,183欧元，低于法国平均水平（2,411欧元）；普通职员为1,659欧元，亦低于法国平均水平（1,740欧元）。
2018年，圣让当热利境内的青壮年（15至64岁）失业率为21%，当地38.6%的家庭拥有纳税资格，平均纳税1,930欧元，低于法国平均水平（3,888欧元）。

## 社会事务

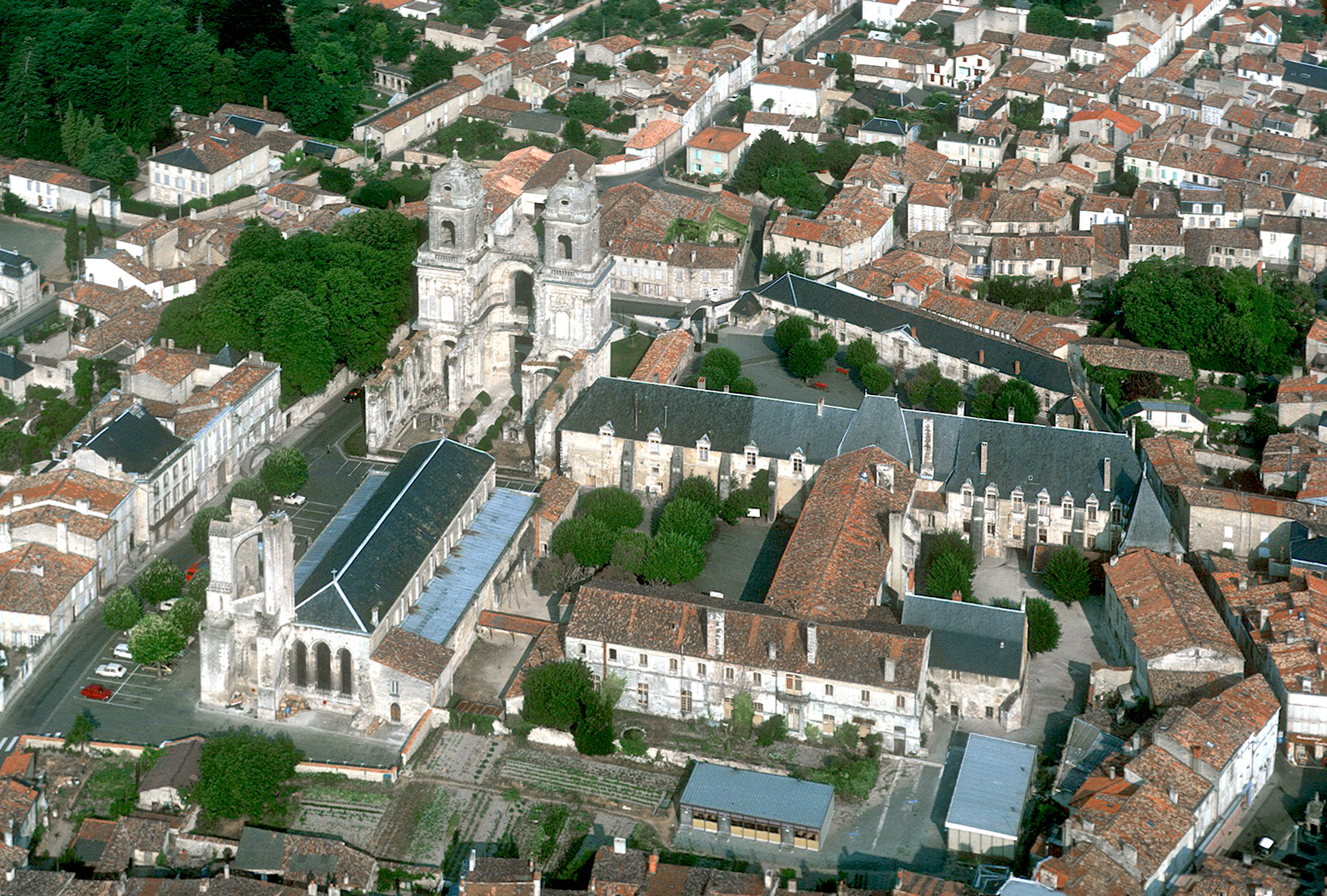
航拍圣让当热利

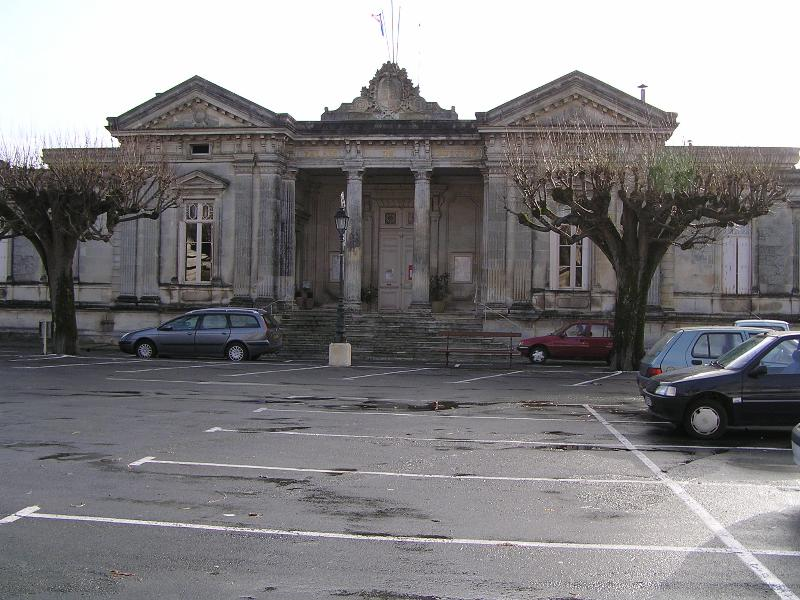
圣让当热利法院

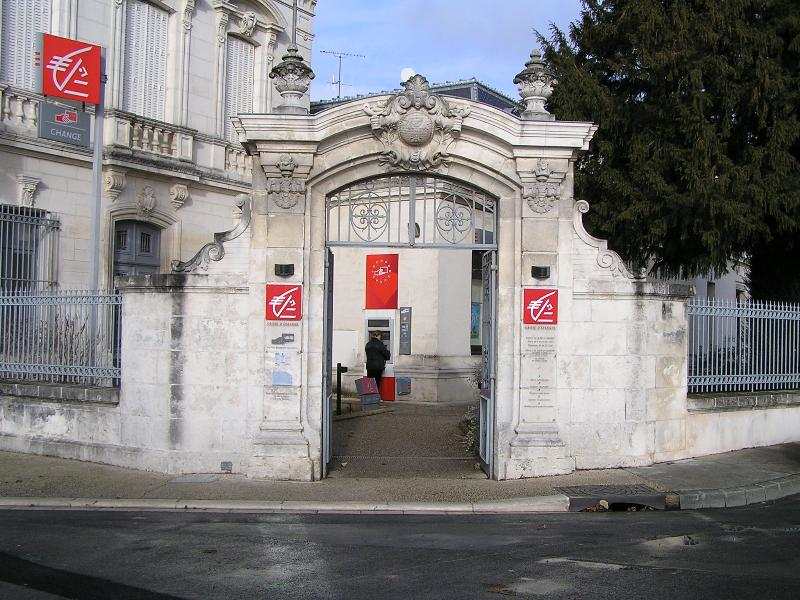
储蓄银行

### 教育
圣让当热利属于普瓦捷学区。截止2020年1月1日，圣让当热利境内共有2所幼儿园、3所小学、2所初级中学、1所普通高中和1所职业高中。2018至2019学年度，圣让当热利境内共有在校中等教育阶段学生1,727名。

### 医疗
截止2020年1月1日，圣让当热利境内共有全科医生9名、保健师11名、牙医9名、护士19名、眼科医生1名、助产士1名和儿科医生1名。境内共有药房5家、养老院4家、残疾人帮扶中心1家。
圣让当热利中心医院（Centre Hospitalier de Saint-Jean-d'Angély）是法国的一个区域性医疗机构，其主病区位于圣让当热利市区西部，设有床位392个，是当地规模最大的公立综合性医院。

### 住房
2018年，圣让当热利境内共有各类住房4,775套，其中68.6%为独立式居民区，30.3%为集中式居民区。常住房屋占圣让当热利市镇范围内居民建筑总量的76.3%。
在住房保障政策方面，2020年，圣让当热利境内共有1,099户家庭获得了住房经济补助，受益人数占总人口数量的16%，其中1,055份为房租补助。

### 商业
2019年，圣让当热利境内共有各类实体商铺296家，其中餐厅35家、大型超市9家、杂货店2家、面包房13家、肉铺11家、书店8家、装饰品店3家、银行门店7家、美容美发店13家、汽车维修店25家。市区西北部和东北部均建有开放式商业街区。

### 体育
2020年，圣让当热利境内共有1家游泳池、3间体育馆、1座综合体育场、6处网球场、2处足球或橄榄球场以及1处篮球或排球场。
圣让当热利运动员橄榄球俱乐部成立于1943年，于2017年与干邑体育联盟合并成为干邑-圣让当热利联盟，2021至2022赛季参加法国橄榄球丙级联赛。
截至2021年11月，圣让当热利境内共有两支注册足球俱乐部，其中圣让当热利体育俱乐部（S.C. Saint-Jean-d'Angély）是当地的代表性足球队，2021至2022赛季参加新阿基坦大区足球联赛。

### 环境
圣让当热利的环境事务由其所属的公共社区负责。2019年，圣让当热利境内暂无污染企业。

### 治安
2019年，圣让当热利市镇范围内有1处宪兵队。2020年，该宪兵总队辖区内共117个市镇累计发生各类案件1,729起，其中盗窃类案件883起，经济类案件225起，毒品交易类案件94起。

## 文化
2020年，圣让当热利境内共有1家电影院和1家博物馆。圣让当热利市政府提供多媒体中心，向公众全年开放。此外，当地还有一个历史建筑研究协会。

### 建筑
圣让当热利境内有多处法国国家文物保护单位，其中圣让当热利皇家修道院是当地的地标性建筑物，作为圣雅各之路上的一站而被例如世界文化遗产名录。

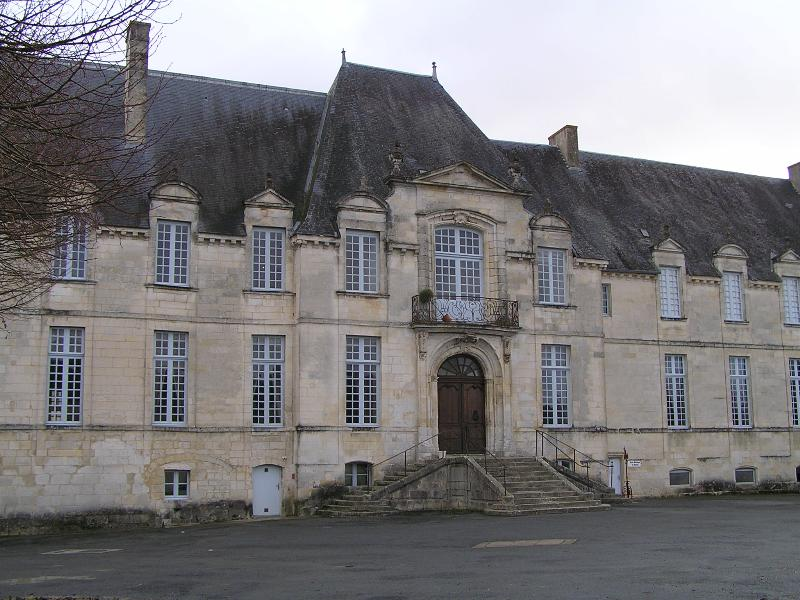
皇家修道院（法语：Abbaye royale de Saint-Jean-d'Angély）
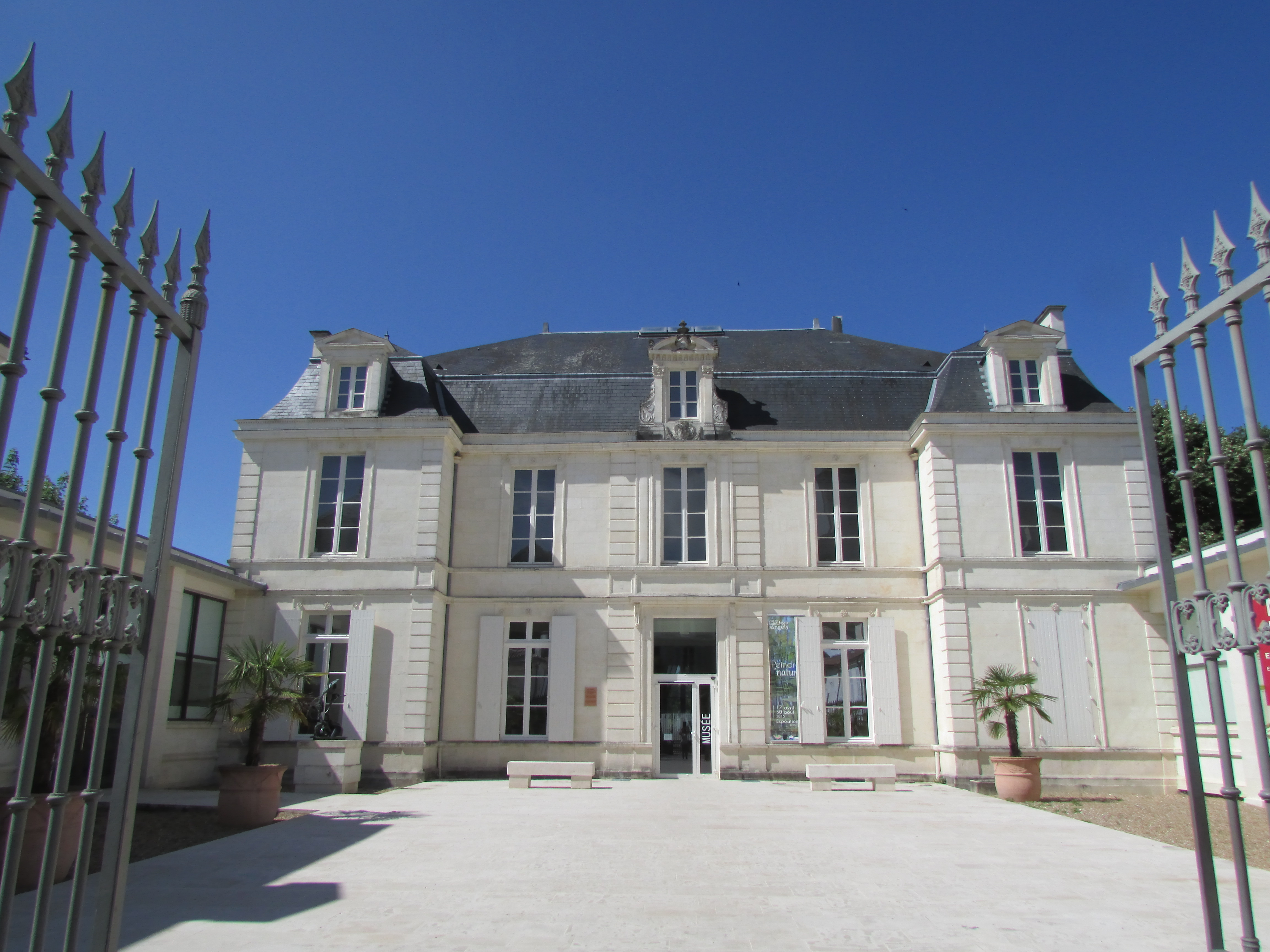
科德利埃博物馆
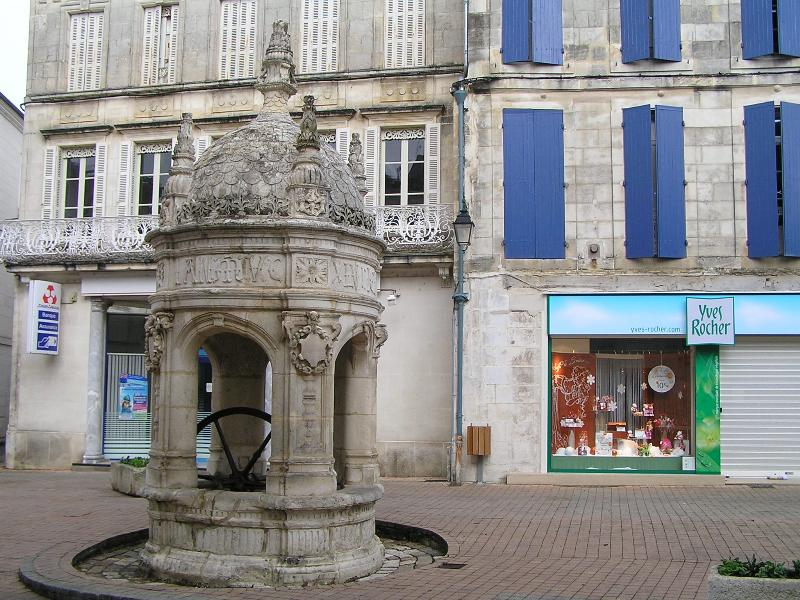
皮洛里喷泉
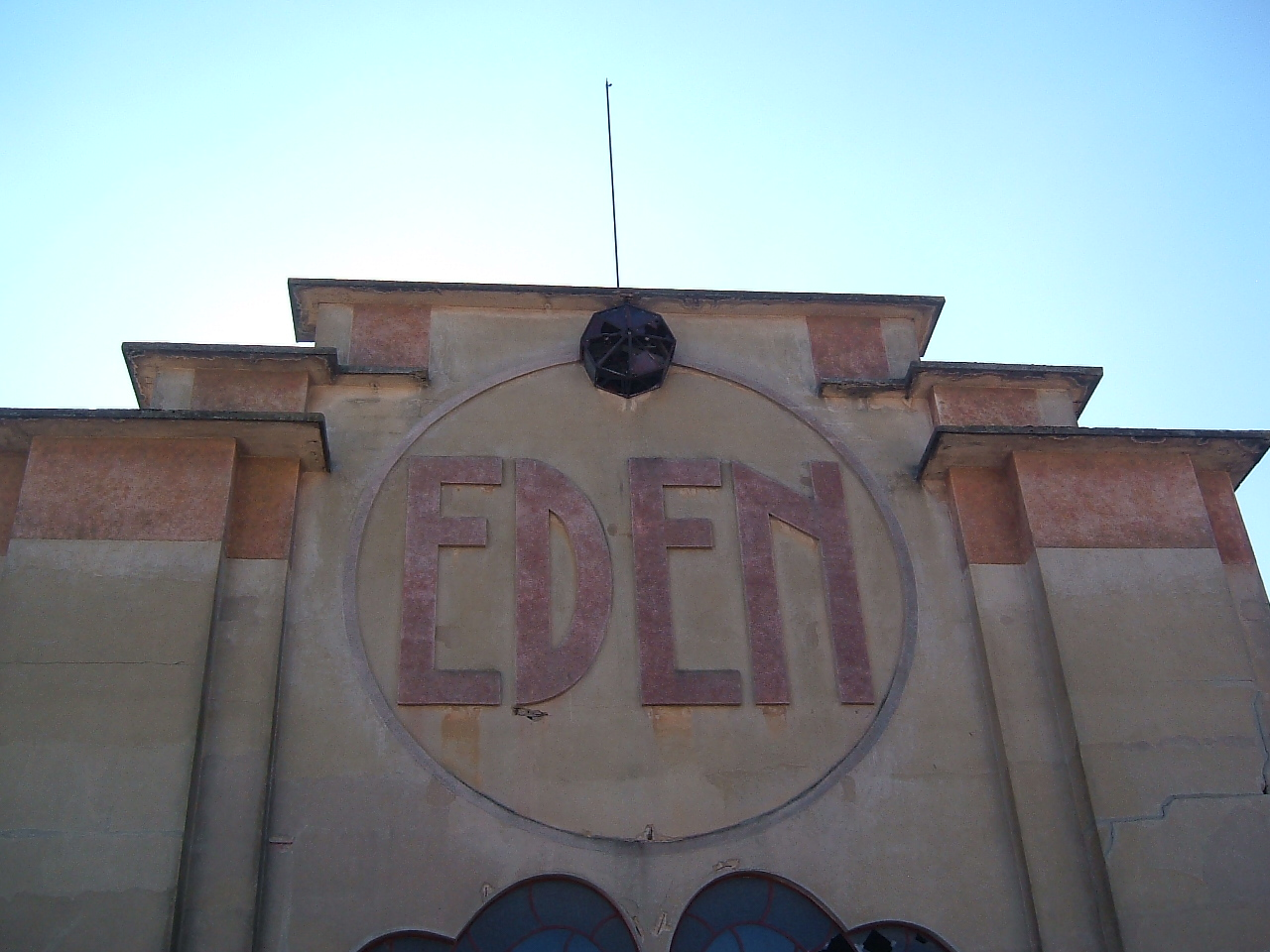
埃登剧场
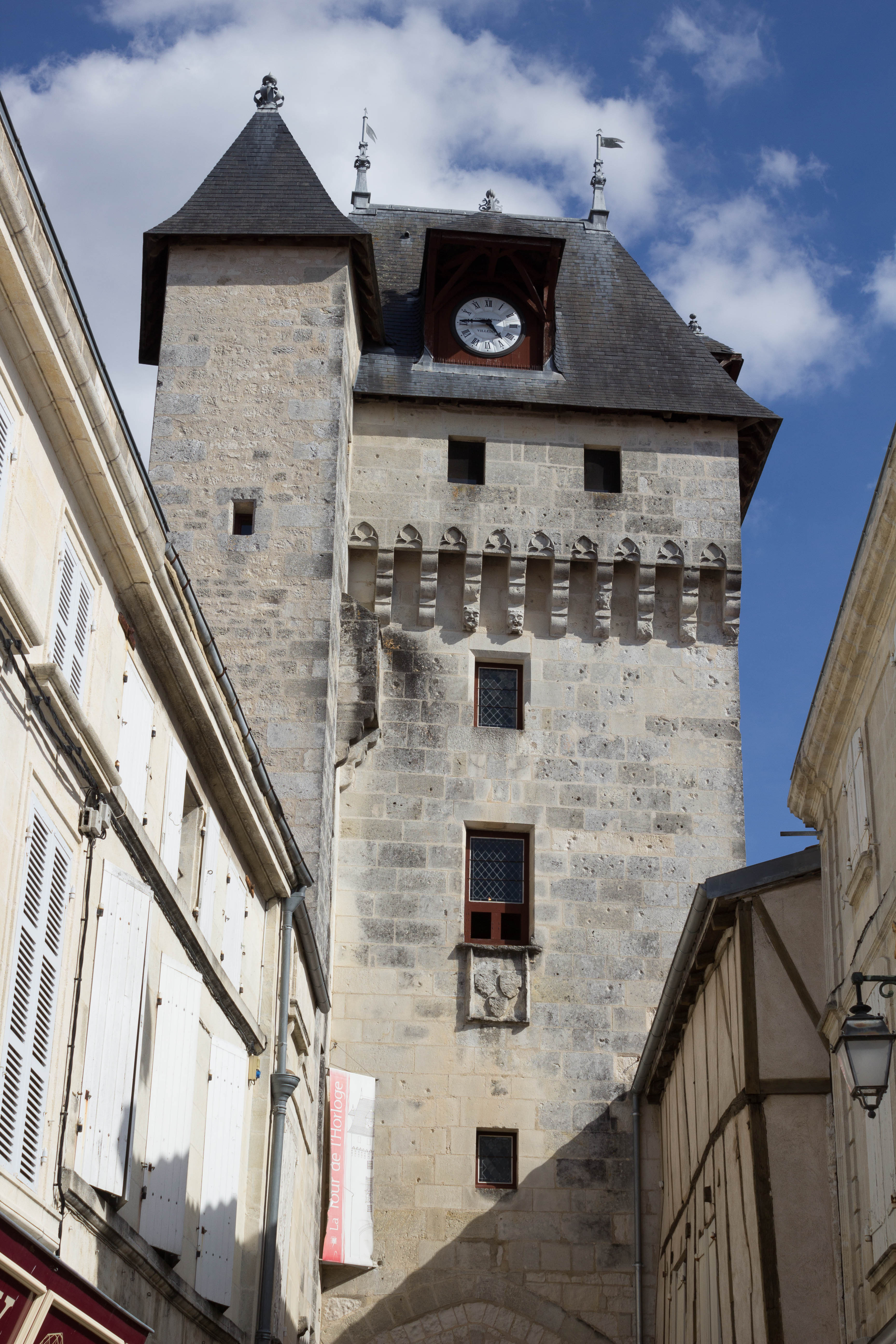
钟楼
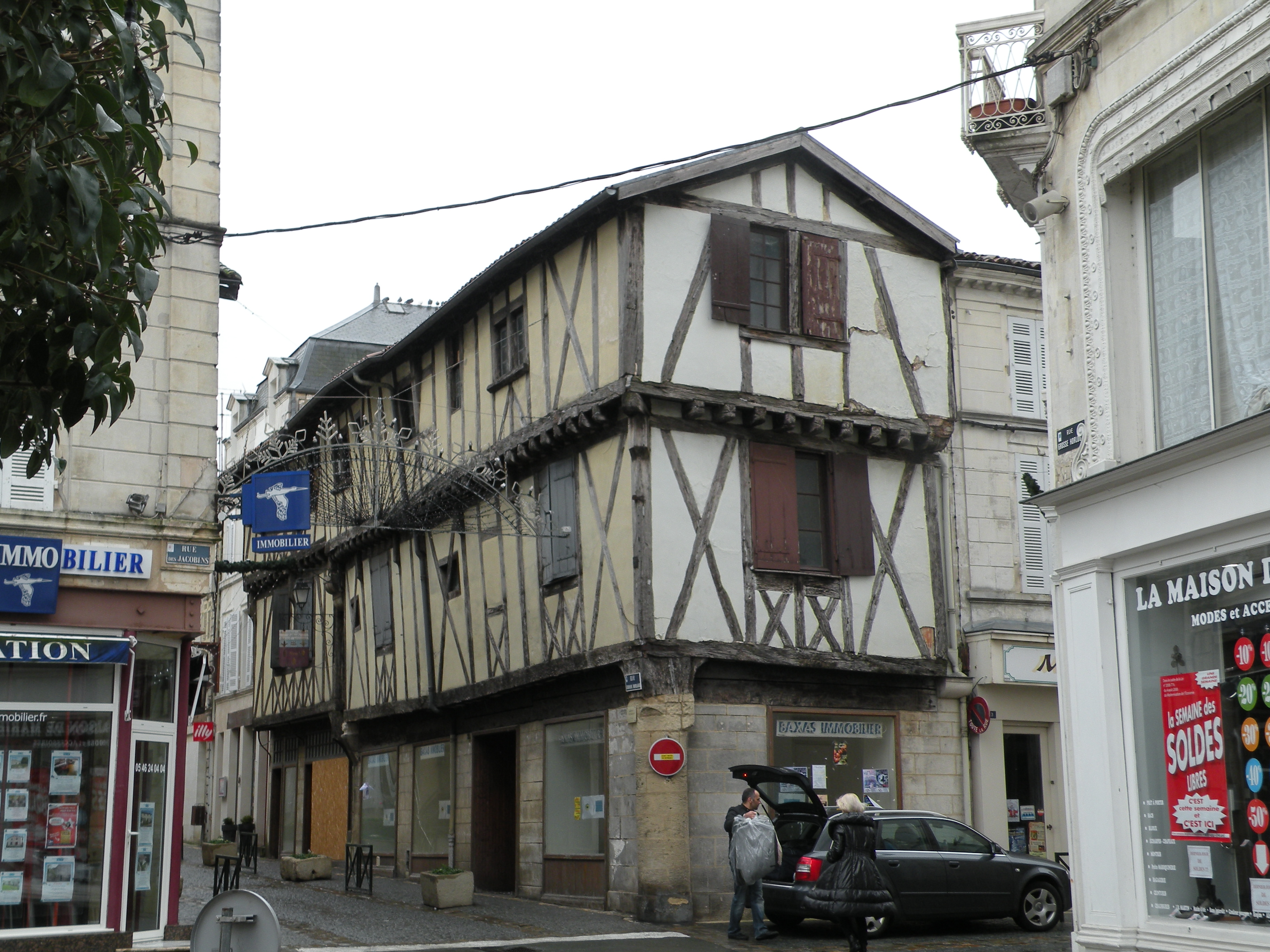
传统民居
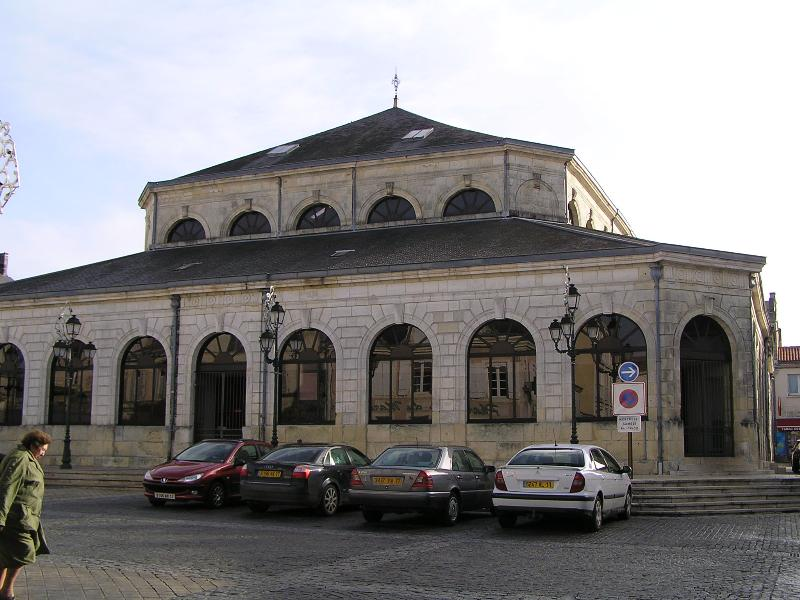
集市大堂

### 旅游
圣让当热利的旅游事务由其所属的公共社区负责。2021年，圣让当热利境内共有2家酒店共计20间房间；另有1个露营地，可容纳共98辆露营车。

### 媒体
法国主要的媒体均可在圣让当热利接收，法国电视三台下属的新阿基坦大区频道在部分时段播出圣让当热利所属区域的地方新闻。当地的主要地方媒体包括《西南报》、蓝色法兰西普瓦图广播、云雀广播等。

## 相关人物
孔代亲王亨利二世、法兰西皇家园丁雅克·布瓦索和法国电视主持人布吕诺·吉永出生于圣让当热利。
逝世于圣让当热利的主要人物包括亨利一世·德·波旁。

## 友好城市
截至2021年11月，圣让当热利共与四座城市互为友好城市关系：
- 美国 新伊比利亚
- 奥地利 蒙德塞
- 多哥 Koumondè
- 魁北克省 Saint-Sulpice